# پردیس سینمایی آزادی
پردیس سینمایی آزادی (که پیش از انقلاب ۱۳۵۷ به نام سینما شهر فرنگ شناخته می‌شد) یکی از سینماهای تهران است که در تقاطع خیابان شهید بهشتی  و خیابان سید حسن نصرالله  (وزرا) قرار دارد.

## تاریخچه
سینما شهر فرنگ، که صاحبان اولیه آن برادران روحانی بودند، سوم اردیبهشت ۱۳۴۸ با اکران فیلم سینمایی مارلیک، در چهارراه عباس‌آباد تهران آغاز به کار کرد. نمایش فیلم‌های مطرحی مثل جنگ ستارگان باعث شد ضلع شمال شرقی چهارراه عباس‌آباد و سینما شهر فرنگ، به سرعت به پاتوق دوست داران فیلم بدل شود. منظره همیشگی چهارراه شهید بهشتی در آن دوران، صف‌های طویل در مقابل سینمای شهر فرنگ بود، به طوری که در سال ۱۳۷۵ این سینما با فروش ۱۵۰ میلیون تومانی خود، لقب پرفروش‌ترین سینمای ایران را به خود اختصاص داد.

## پس از انقلاب
بعد از انقلاب و در سال ۱۳۵۹، سینمای شهر فرنگ تحت پوشش بنیاد مستضعفان، با نام سینما آزادی افتتاح شد. پس از جنگ و بعد از ده سال، سینما به حوزه هنری واگذار شد.

## آتش‌سوزی و ویرانی سینما آزادی

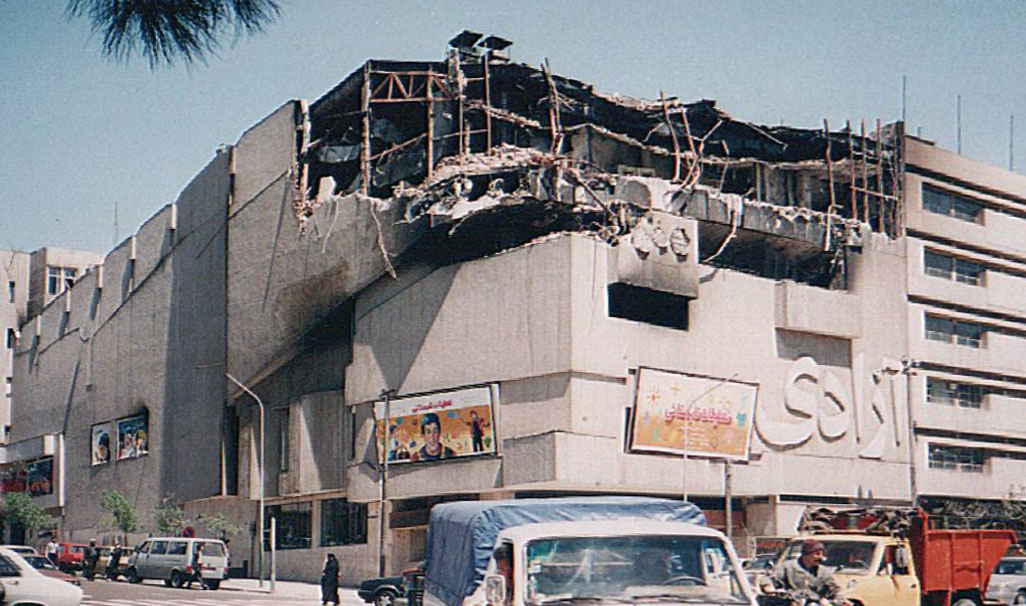
ساختمان قدیمی سینما آزادی ساعاتی پس از آتش‌سوزی (سال ۱۳۷۶)

سینما آزادی دو بار در سال‌های ۱۳۵۵ و ۱۳۶۹ هم دچار آتش‌سوزی خفیف شده بود، اما از آتش‌سوزی فروردین ۱۳۷۶ نتوانست جان سالم به در ببرد.
ساعت ۱۳:۱۵ روز جمعه ۲۹ فروردین ۱۳۷۶، کانال‌های هواکش سمت راست سالن مشتعل می‌شود. وقتی تماشاچیان مشغول تماشای اولین سانس فیلم کمدی تعطیلات تابستانی بودند، آتش به سرعت در میان تجهیزات پلاستیکی می‌پیچد و دود غلیظ آن، منجر به گریز تماشاچیان می‌شود. شیشه‌ها بر اثر حرارت بر سر مردم خرد شده و در کمتر از ۲۰ دقیقه و با وجود تلاش آتش نشانان، آتش آنجا را به تلی از خاکستر بدل می‌کند. مأموران موفق می‌شوند سینمای شهر قصه را که در نزدیکی آن قرار داشت از آتش‌سوزی نجات بدهند، ولی چند روز بعد سینما شهر قصه را نیز برای جلوگیری از فرو ریختن احتمالی دیوارها، تخریب می‌کنند. تا هشت سال پس از آتش‌سوزی ویرانه‌ای در شرق چهارراه عباس‌آباد و جنوب خیابان وزرا خودنمایی می‌کند.
قرار بود به جای سینما آزادی مجتمع تجاری ساخته بشود، اما مطالب چاپ شده در چند روزنامه و نشریه به خصوص در ماهنامه سینمایی فیلم و پیگیری‌های مسعود مهرابی موجب شد تا عوامل پشت پرده نتوانند به خواست خود برسند.

## مسابقه معماری سینما آزادی
در سال ۱۳۷۶ حوزه هنری به عنوان مالک سینما آزادی اقدام به برگزاری یک مسابقه معماری جهت تهیه طرح بازسازی این مجموعه نمود. بیش از ۱۶۰ طرح به دفتر مسابقه ارسال شد و نهایتاً پس از داوری‌های طولانی، طرح مهندسان مشاور توان (طراح بابک شکوفی) به عنوان برنده انتخاب شد. در نهایت در سال ۸۵ این پروژه به شرکت توسعه فضاهای فرهنگی شهرداری تهران واگذار شد و طرح نفر اول مسابقه به اجرا گذاشته شد. این مجموعه در بهمن ماه ۸۶ مصادف با شروع جشنواره فیلم فجر به بهره‌برداری رسید.
البته بعدها به دلیل تغییر مدیریت‌های مکرر و مطرح شدن خواسته‌های جدید و همچنین عدم امکان خرید زمین شرقی سینما آزادی و الحاق آن به زمین موجود، که از فرض‌های اولیه مسابقه بود، طرح دچار تغییراتی شد و اجرای آن به تعویق افتاد.

## مجموعه جدید تجاری فرهنگی سینما آزادی
پس از کش‌وقوس‌های فراوان، پروژهٔ بازسازی سینما آزادی طی مراسمی با حضور محمدباقر قالیباف، تعدادی از مدیران ارشد شهرداری تهران و نهادهای فرهنگی کشور در روز بیست و نهم فروردین‌ماه سال ۱۳۸۵ آغاز شد.
عملیات اجرایی بازسازی سینما آزادی به‌طور جدی در سال ۱۳۸۵ با مشارکت شهرداری تهران آغاز شد و در اواخر بهمن ۱۳۸۶ به پایان رسید.
مجموعهٔ جدید تجاری-فرهنگی سینما آزادی دارای ۵ سالن شامل یک سالن ۶۰۰ نفره و چهار سالن ۲۰۰ نفره، دو رستوران، سه کافی‌شاپ و ۴ طبقهٔ تجاری با نام پردیس سینمایی آزادی است. هم‌اکنون مدیریت این پردیس سینمایی به عهدهٔ رضا سعیدی‌پور می‌باشد که با بیش از ۱۲۰ هزار نفر بازدیدکننده در ماه پربازدیدترین سینما کشور محسوب می‌شود.

## نگارخانه

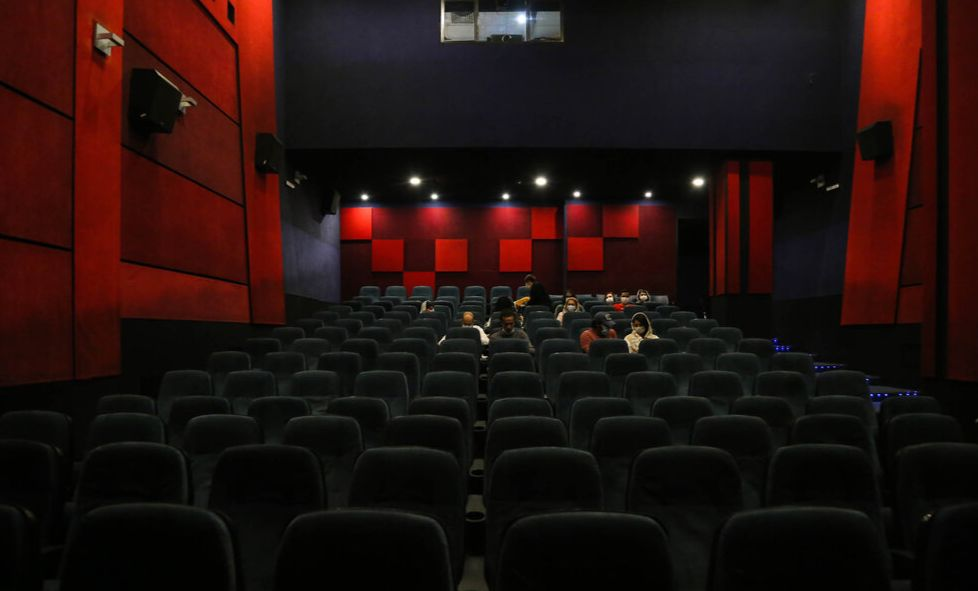
سالن سینما
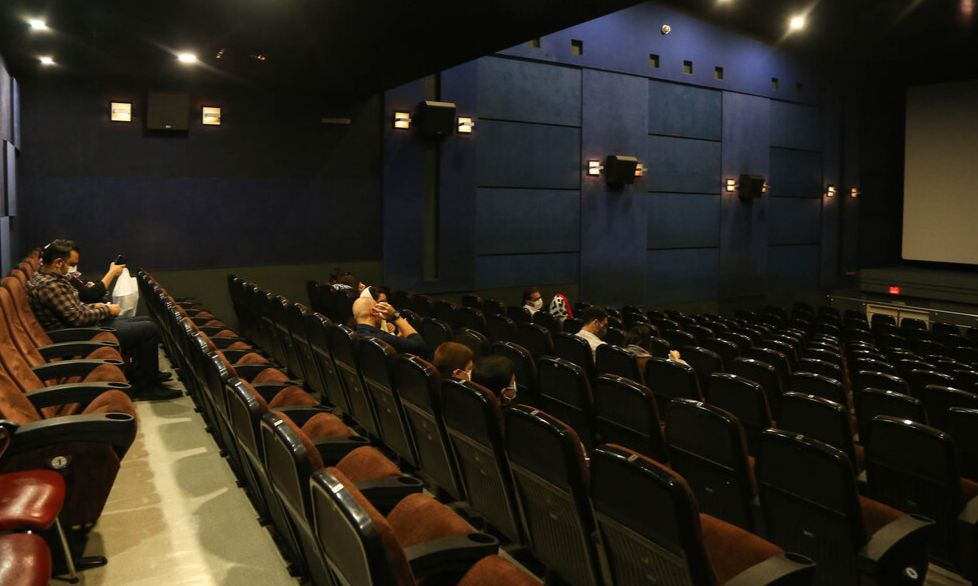
سالن سینما
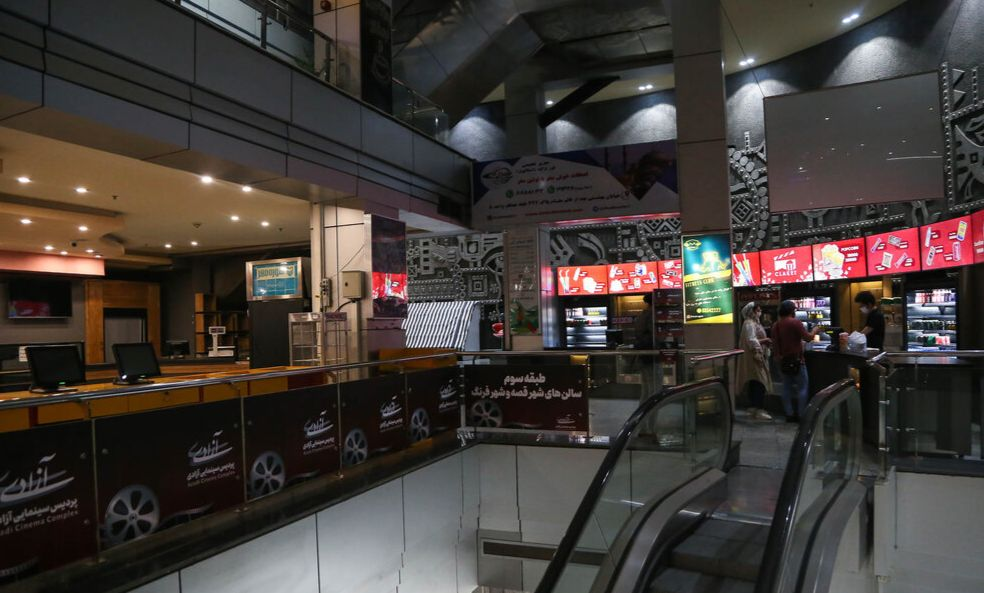
گیشه بلیط
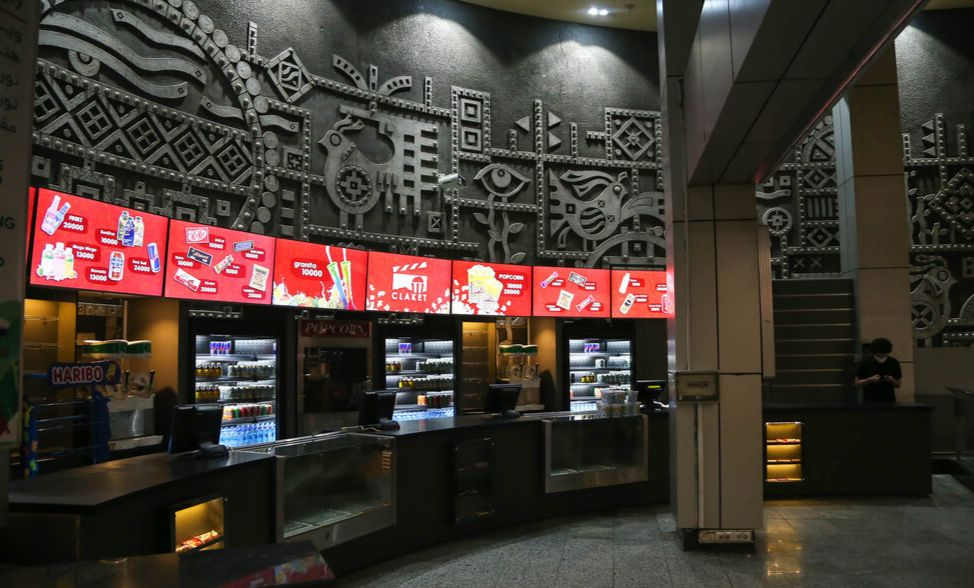
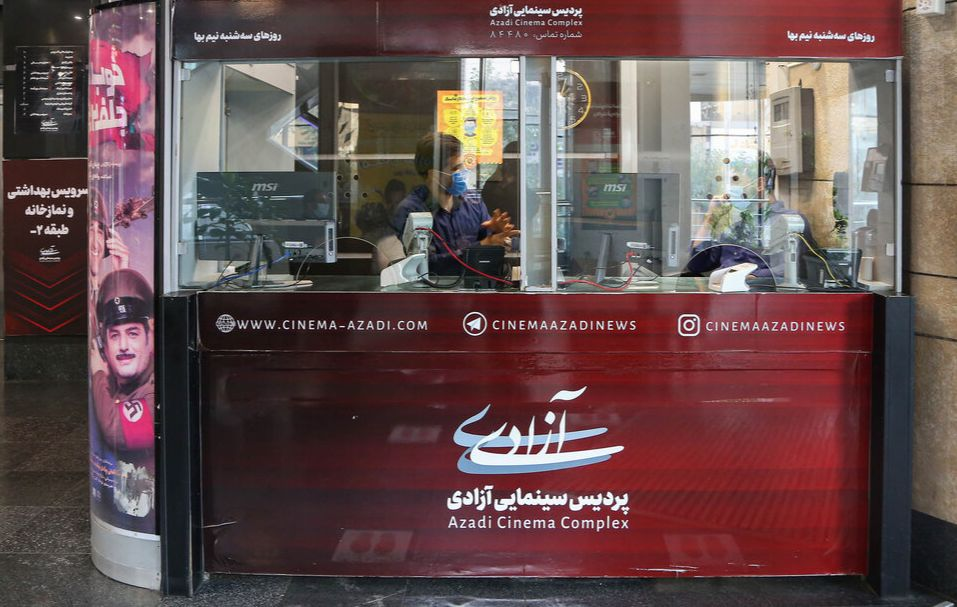